# Woolwich Arsenal Station

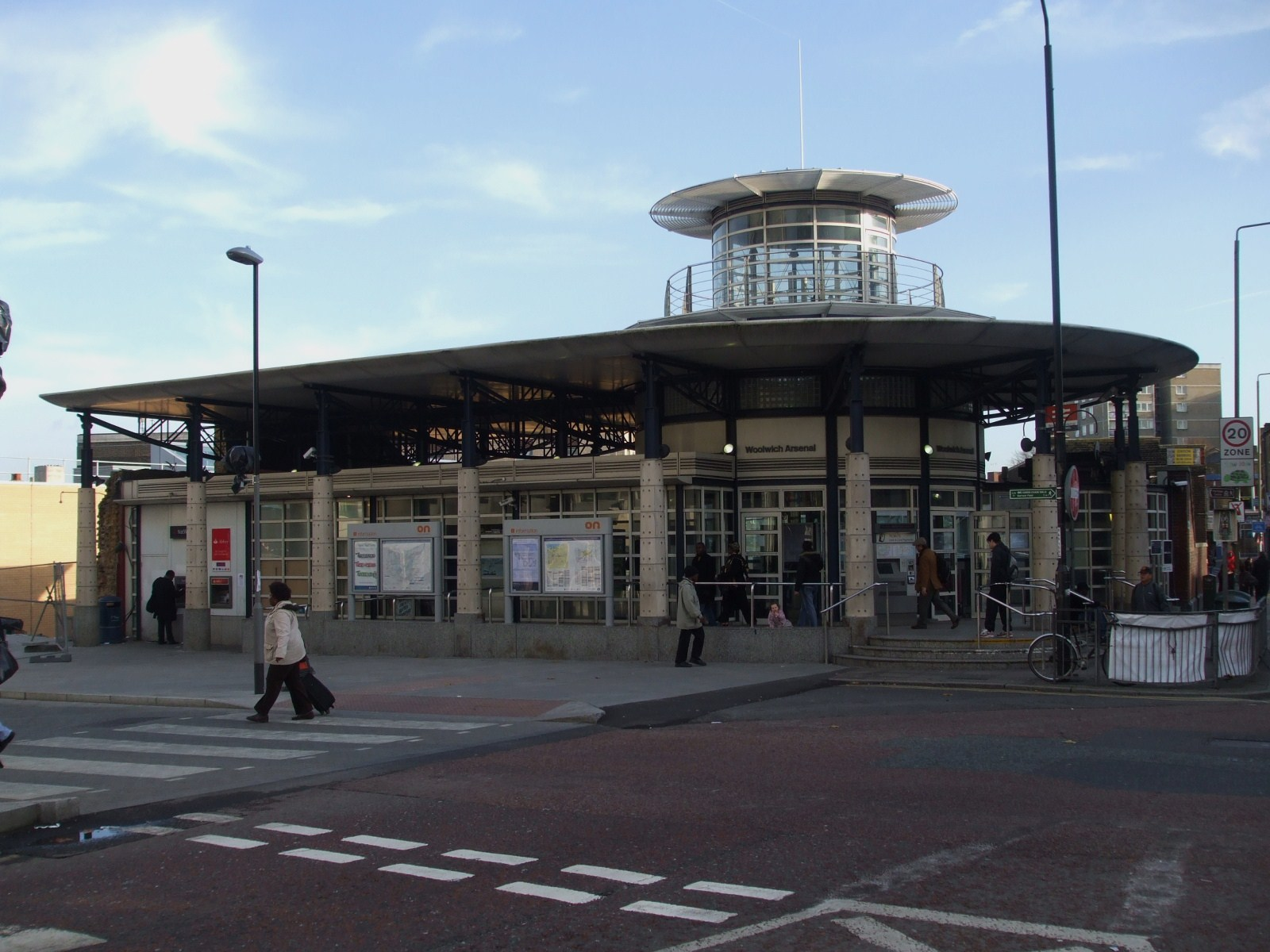
Woolwich Arsenal station

Woolwich Arsenal station är en station på National Rail-nätet och Docklands Light Railway i Woolwich i London Borough of Greenwich.
Den är en lokal järnvägsstation på North Kent Line mellan London och Gillingham, och ändstation för en av Docklands Light Railways grenar.
Stationen öppnades 1849. 1906 byggdes den om med ljusgult tegel från Kent. Nuvarande stationshus byggdes 1996 och har ett modernt utseende i stål och glas.